# Patricia Mawuli Nyekodzi
Patricia Mawuli Nyekodzi  est une ingénieure aéronautique, enseignante et formatrice en aviation. Elle est  la première femme ghanéenne certifiée pilote, la première femme noire africaine qualifiée pour construire des moteurs d'avion Rotax, et la première femme au monde qualifiée pour  construire et entretenir  des moteurs d'avion Rotax,.

## Biographie

### Enfance et formations
Patricia Mawuli Nyekodzi est née en 1988 à Mepe. Elle  développe la passion de l'aviation après avoir passé des années à regarder les avions passer au-dessus de sa tête.
À l'âge de 19 ans, Mawuli s'en va chercher du travail à l'aérodrome de Kpong, mais le directeur technique de l'aérodrome, Jonathan Porter, lui oppose une fin de non recevoir mais l'engage pour désherber autour de l'école et arracher les souches de la piste, lorsqu'elle lui propose ses services gratuitement. Elle se montre très habile dans ses nouvelles fonctions faisant preuve de capacité d'analyse . Jonathan  Porter lui reconnaît la même compétence lorsqu'il lui  demande de l'aider avec un avion qu'il assemblait. La capacité de Patricia Mawuli Nyekodzi à apprendre rapidement, à maîtriser les compétences et les outils utilisés pour construire un avion, a incité Porter à lui donner un emploi rémunéré en tant qu'apprentie et à lui apprendre à piloter,.

## Carrière
Mawuli devient la première femme pilote civile du Ghana en 2009. Elle est également la première africaine noire à être certifiée pour construire des moteurs d'avion Rotax, ainsi que la première femme en Afrique de l'Ouest à être certifiée pour construire et entretenir des moteurs Rotax,.
Patricia Mawuli Nyekodzi et Jonathan Porter ont créé une école d'aviation, Aviation and Technology Academy Ghana, connue sous le nom d'AvTech, au début de 2010, où elle forme quatre filles par an. Les filles sont formées à la construction et à l'entretien d'avions ultralégers, aux instructions de vol, à l'exploitation des aérodromes, à l'ingénierie robotique et aux ordinateurs. En investissant son propre salaire dans l'école, elle se concentre sur l'éducation des filles issues de milieux ruraux qui, autrement, n'auraient pas la possibilité de s'instruire,.
Patricia Mawuli Nyekodzi est actuellement instructrice à l'aérodrome de Kpong où elle enseigne à AvTech. En 2013, elle est nommée directrice générale des opérations de l'aérodrome de Kpong. Elle pilote bénévolement pour Medicine on the Move, une organisation qui collabore avec l'Académie d'aviation pour transporter des médecins, livrer des fournitures et des services médicaux, ainsi qu'une éducation sanitaire aux communautés rurales du Ghana. Elle largue occasionnellement des brochures éducatives au-dessus de villages éloignés,,.